# Ascherode (Martinfeld)

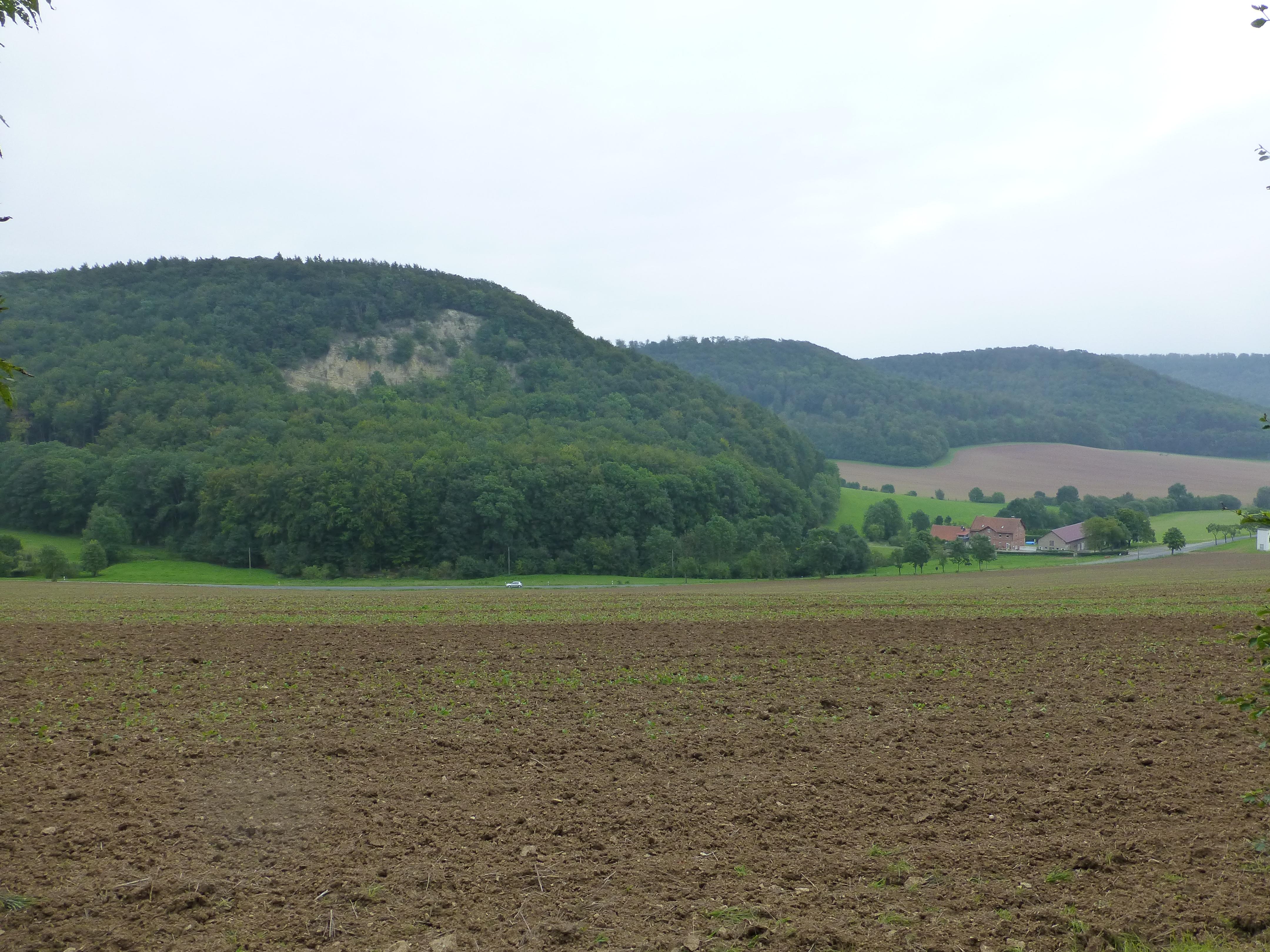
Die Hofanlage rechts unterhalb der Ibenkuppe

Ascherode ist ein Einzelhof bei Martinfeld im Landkreis Eichsfeld in Nordwestthüringen. 

## Geographie
Ascherode befindet sich 1,5 Kilometer nordöstlich von Martinfeld an der Landesstraße 1007 nach Flinsberg. Der Ort im Rosoppetal liegt in einem Talkessel (320 m) zwischen dem Bick (453,3 m) und Auf dem Ramsen (457,3 m) im Westen, der Ibenkuppe (448,1 m) im Nordosten sowie dem Pfannberg (455 m) und Schloßberg (459,7 m) im Südosten. 

## Geschichte
Eine schriftliche Ersterwähnung des Ortes ist aus dem Jahr 1146 bekannt. Darin schenken die Brüder  Volrad und Hertag von Kirchberg dem Peterskloster in Erfurt die Kapelle in Escherigsrode, 4 Hufen Land, den umliegenden Wald und weitere Güter in der Umgebung. 1260 wurde nochmals das Dorf Ascherode genannt. Über die Größe des Dorfes und Lage der Kirche ist heute nichts mehr bekannt. Nur einen Kilometer südöstlich befand sich die Burg Felsecke, wo die Herren von Kirchberg als Burgleute eingesetzt waren, und einen Kilometer nördlich eine heute weitgehend unbekannte Burg. Wann dieses Dorf eingegangen ist, ist nicht bekannt, vermutlich aber noch im 13. Jahrhundert. Im 13. und 14. Jahrhundert nennen sich einige Herren nach einem Ort Ascherode: 1230 Burchhardus de Aschafferodt, 1246 die fratres de Ascherodt und 1327 Borkard de Aschozerode. Eine Zuordnung zum hiesigen Ort ist nicht sicher, in Ascherode bei Buhla gab es nachweislich einen mittelalterlichen Adelssitz. 
Ab 1309 war der Ort im Besitz der Herren von Tastungen, die im benachbarten Bernterode einen Herrensitz hatten. Sie bauten hier ein Vorwerk zur Bewirtschaftung der Ländereien. Mit dem Aussterben der Herren von Tastungen 1751 zog Kurmainz das Lehen ein und verlieh das Vorwerk zusammen mit Bernterode an die von Ostheim. Während der französischen Besatzung gelangte das Gut in verschiedene private Hände. Um 1900 wurde das schlossartige Gebäude abgerissen und in der heutigen Form neu aufgebaut. Dabei stieß man auf massive Fundamente und einen Begräbnisplatz.
Bis zum Anfang des 19. Jahrhunderts gehörte die Ortslage von Ascherode zur Gemarkung von Bernterode.

## Namensherkunft
Bei dem Basiswort des Rodeortes handelt es sich vermutlich um einen Personennamen "Askarich" (mundartlich Escherich), der sich auf das althochdeutsche "asc für Esche" und "rihhi für Herrscher" bezieht. Das ursprüngliche Aschericherode wurde dann zu Ascherode verkürzt. Möglich ist auch eine Herleitung von "Asche, äschern, Holzasche herstellen".

## Mühle
Unterhalb des Vorwerkes am Zusammenfluss des Rosoppequellarmes aus Flinsberg mit dem Bachlauf aus dem Keffertal befand sich die Ascheröder Mühle. Ob die Mühle auch schon zu Zeiten des mittelalterlichen Dorfes bestanden hat, ist unbekannt, sie gehört dann zum Ascheröder Gut. Da die Wasserversorgung nicht immer gewährleistet war, wurde ein Teich als Wasserreservoir angelegt. Nachdem die Mühle den Betrieb eingestellt hatte und die letzten Bewohner etwa 1970 den Ort verlassen hatten, wurde sie um 1975 abgerissen.